# Spécial Pandémie
Pour l’article homonyme, voir Spécial Vaccination.
Ne doit pas être confondu avec Pandémie (South Park), Pandémie 2, La Terreur, Pandémie de Covid-19 ou Pandémie.
Spécial Pandémie (The Pandemic Special en VO) est le premier épisode de la saison 24 de South Park et le 308e épisode de la série au total.
La bande-annonce ayant été dévoilée le 16 septembre 2020 sur YouTube,,. L'épisode est diffusé pour la première fois le 30 septembre 2020 sur Comedy Central, MTV et MTV2.
L'épisode possède un contexte particulier : il n'a pas été produit comme des épisodes normaux (de 22 minutes), il reste un épisode[style à revoir] malgré la durée de 47 minutes.
Dans cet épisode spécial, il est presque question de faire un récapitulatif de l'année 2020 en incluant les violences policières envers les Noirs, la pénurie causée par la pandémie de Covid-19, la pandémie en elle-même, la santé mentale des enfants à la suite du confinement, la gestion des États-Unis sur la pandémie et bien d'autres,.
L'épisode connaît une suite : Spécial Vaccination,
Avant sa première, l'épisode a été publié gratuitement sur le site web de South Park. Ainsi que l'application et le site de la chaîne Comedy Central avec l'authentification TV Everywhere qui est un type d'abonnement. Il est également sorti sur HBO Max aux États-Unis un jour après la première de l'épisode spécial, devenant le premier nouvel épisode de la série publié après que le service de streaming a obtenu les droits de diffusion de ViacomCBS.
Un point de critique positive pour plusieurs critiques[style à revoir] était le commentaire social sur la situation et l'humour,,.
Un point de critique négative pour plusieurs critiques[style à revoir] était la durée totale de l'épisode et l'intrigue avec Adam Beam de The Slate qui estime que la durée différente d'un épisode normal n'a pas suffi pour avoir le temps de développer l'intrigue,,.
L'épisode a plusieurs fois été annoncé comme le premier épisode de la saison 24 de la série, ce qui n'a jamais été officialisé par les créateurs de la série. Ça a été confirmé à l'annonce de la sortie de la saison 25 de South Park. Mais Comedy Central considérait l'épisode comme le premier de la nouvelle saison.

## Synopsis
Avec l'arrivée du Covid-19 en fin 2019, les retombées de la pandémie en 2020 ont été énormes. Alors que tout le monde gère aussi bien que mal le confinement et toute la crise sanitaire, Randy Marsh sort une édition spéciale de son cannabis sur le marché mais découvre un lien entre lui et le début de la pandémie. Son fils, Stan, est démoralisé jusqu'au jour où on annonce un possible retour à l'école. Ce qui ne plaît à celui qui se fait le mieux à la nouvelle situation : Eric Cartman,.

## Résumé détaillé[8],[18]
- Si vous ne connaissez pas le sujet, laissez ce bandeau (vous pouvez alors contacter les auteurs).
- Si vous supprimez le contenu mis en cause (vous pouvez préalablement contacter les auteurs),

argumentez précisément cette suppression dans la page de discussion
(un manque de référence n'est pas un argument ; une recherche réelle de référence doit avoir été effectuée, être formellement documentée).

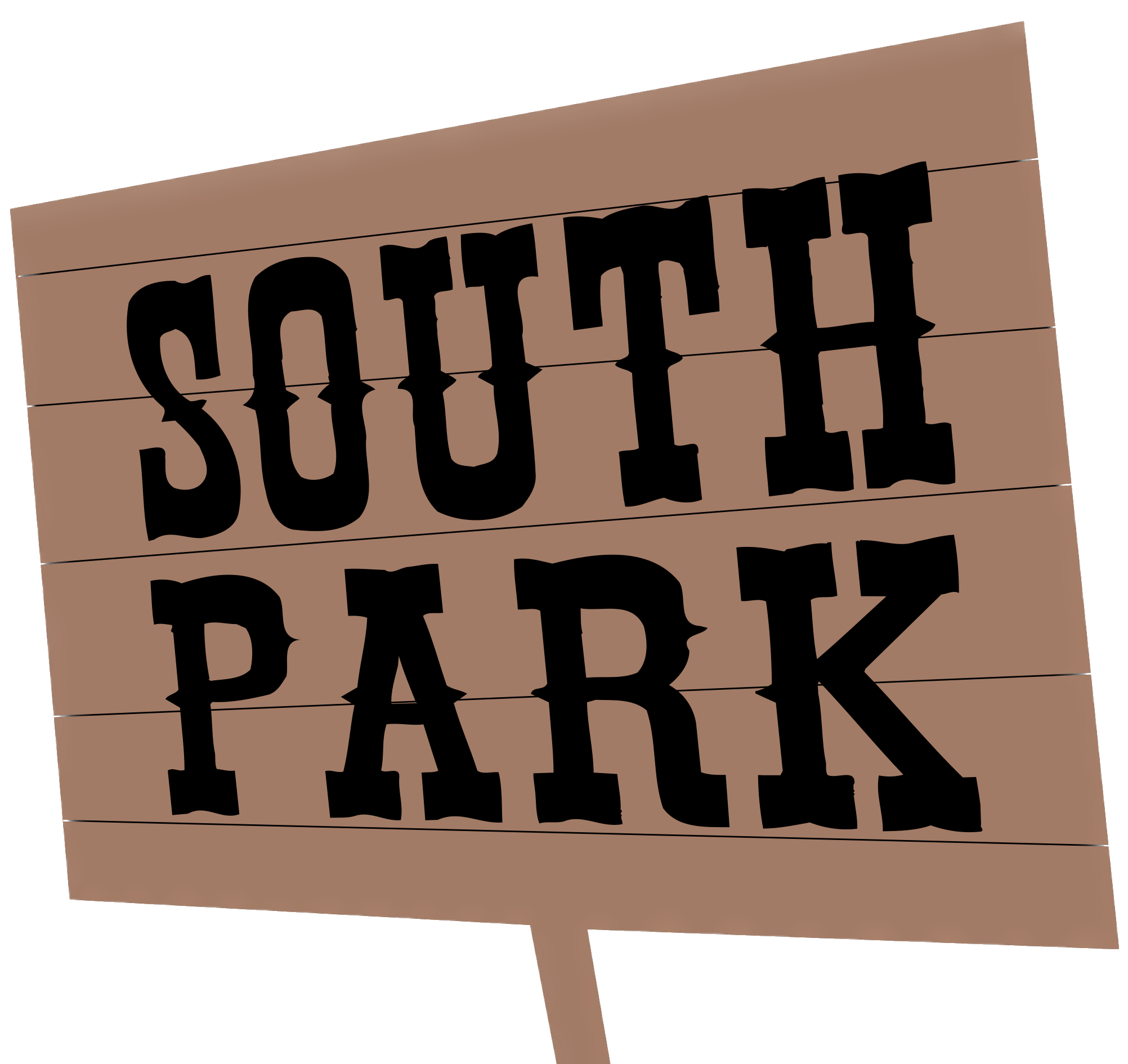
Panneau et logo actuel de la série.

L'épisode commence avec le panneau indiquant où se trouve South Park légèrement abîmé. Ensuite on voit[style à revoir] Butters masqué en étant devant sa maison, son père sort les poubelles. Butters demande à son père quand est-ce qu'il pourra aller chez Build-A-Bear Workshop (qui en VF est appelé Fabrique-Ton-Nounours), son père trouvant que c'est un commerce non essentiel refuse d'amener son fils là-bas. Son fils était censé y aller comme cadeau car il n'avait pas pleuré quand on lui a enlevé une dent lors d'un rendez-vous chez le dentiste en 2019. Soudain, plusieurs habitants de South Park portant le masque sous le nez se réunissent au centre-ville. Le père du petit garçon y va mais demande à ses amis de mettre leur masque sinon on dirait des « couches à menton ».
Au centre-ville, Randy parle dans un micro sur une estrade et un diaporama. Il se vante lors de son meeting de s'en être mieux sorti durant la crise sanitaire, il confie aux habitants que les ventes des produits de sa plantation Tégrité ont augmenté de 400 % depuis la fermeture en mars. Il annonce devant toute la ville lancer une nouvelle édition de sa plantation : la Spécial Pandémie (The Pandemic Special en version d'origine). En repartant, Randy se dispute une énième fois avec Sharon prétextant que ses ventes de drogues ne servent à rien compte tenu de la situation actuelle.
De son côté, Cartman vit absolument bien la nouvelle situation. Il se lève quand il veut, il ne fait plus sa toilette puisqu'il n'a plus besoin de sortir pour aller à l'école car ses cours sont à distance. Quand il est l'heure d'aller sur Zoom (logiciel servant à l'école de South Park de faire des cours à distance), il simule un bug de son ordi et place une photo de lui devant l'écran de son ordi pour ne pas faire ça toute la journée. Il peut rester dans les toilettes pendant des heures et avec un bâton de 2 mètres pour que la distanciation sociale soit respectée, il écarte sa mère de lui et mange toute la journée en regardant la télé. Sauf que cette fois, Liane (sa mère) lui indique que bientôt il n'aura plus à attendre un dépannage pour sa connexion (l'excuse qu'il a créé) car le gouvernement prévoit de rouvrir les écoles. Dans un excès de colère, Cartman sort de chez lui et va voir Kyle. Il n'arrête pas de se plaindre à Kyle que les écoles vont bientôt rouvrir.
À la suite de l'annonce de la sortie de la Spécial Pandémie, les clients se multiplient devant la ferme de Randy. Stan est avec sa mère visiblement désespéré pour le déjeuner, Stan parle à sa mère de sa situation avec l'école à distance mais qu'il reste quand même fort et espère toujours un changement. Randy se ramène ensuite et recommence à s'embrouiller avec Sharon, elle dit à Randy que son herbe est inutile que Jimbo (l'oncle de Stan) est à l'hôpital à cause du Covid. Shelley court et interrompt la conversation pour leur annoncer que le District Scolaire du Comté de Park envisage de rouvrir les écoles, Shelley et Stan sont heureux de cette nouvelle. Les experts pensent même avoir trouvé ce qui est à l'origine du Covid-19 : une chauve-souris à Wuhan, en Chine. Ils cherchent encore à savoir comment la chauve-souris a pu transmettre le virus à un humain. À cette nouvelle plutôt rassurante, Randy reste figé. Il se remémore son séjour en Chine avec Mickey Mouse au moment où ces derniers profitent des clubs pour adultes de Wuhan, ils croisent une chauve-souris. Ensuite en sortant du club, Randy voit Mickey avoir une relation zoophile avec l'animal en question. Le directeur de Disney lui conseille d'essayer, Randy essaye et entretient lui aussi une relation avec la chauve-souris.
Choqué, il s'isole et appelle Mickey en détresse. Il lui parle du fait qu'il est tombé très malade après son voyage en Chine (donc après l'événement avec la chauve-souris), ils ne peuvent pas laisser les scientifiques découvrir ce qu'il s'est passé. Si Sharon découvre également ce qu'il s'est passé, Randy craint le pire. Mickey ne se sentant pas concerné refuse de l'aider et le traire d'homme mort.
Pris de remords en se rendant compte qu'il est à l'origine de la pandémie, Randy se promène à pieds dans la ville et aperçoit les conséquences économiques et sociales que le coronavirus a eu sur tout. Des magasins ont fermé à cause de la faillite, il y a beaucoup d'enterrements, la rue où il se promène est elle-même déserte. Chaque fois qu'il regarde cela, il aperçoit la Mort dans toute la ville. Puis en étant dans Main Street, il croise un homme qui le remercie pour sa pandémie et que sa Spécial Pandémie le réconforte beaucoup depuis que sa femme est morte du Covid. Accablé de culpabilité car en théorie la femme de ce monsieur est morte par sa faute, Randy lui crie dessus et part.
Lors d'une réunion à distance organisée par M. Mackey, les parents confient leurs craintes et leurs plaintes. Beaucoup de parents s'embrouillent lors de la réunion et pour cela, Mackey enlève le son de la visio-conférence et le remet pour des questions. Sharon est intriguée par rapport aux rôles des professeurs, M. Mackey confie que les professeurs actuels de l'école ne se sentent pas en sécurité en retournant à l'école. C'est pourquoi des remplaçants ont été pris pour s'occuper des enfants dès leur retour à l'école, remplaçants qui s'avèrent être les forces de l'ordre du comté de Park qui n'ont plus de métier depuis les multiples bavures policiers et manifestations Black Lives Matters de l'année 2020.
Pendant le week-end avant la réouverture des écoles, un nouveau reportage sort selon lequel les scientifiques se sont trompés sur l'animal ayant provoqué le début de la pandémie. Randy célèbre alors que le reportage n'est pas terminé, il s'avèrerait plutôt qu'un pangolin a déclenché le virus et qu'il a transmis aux humains. Randy redevient figé car en Chine à son dernier voyage, Mickey l'a incité à avoir des rapports avec un pangolin.
Enfin le Jour J et le retour à l'école pour les enfants, les enfants sont sur des tables respectant la distanciation sociale avec des barrières de plexiglas. La table où doit être Cartman est vide, ce dernier vient forcés par les policiers qui le menottent à sa table pour qu'il ne s'échappe pas. Dans sa folie la plus pure, Cartman s'excite comme un cochon et baisse son masque pour expirer ses germes sur Kyle. Énervé, il frappe le petit gros et se bat avec lui pendant le cours. Les policiers essayent de calmer le jeu et se mettent à tirer dans tous les sens, ils tirent volontairement dans l'épaule de Token. Pour ne pas à nouveau se retrouver sans travail, les policiers font croire aux parents d'élèves qu'un élève (Token donc) a été atteint du coronavirus ce qui rend fou les parents étant donné que les élèves resteront en quarantaine 2 semaines à l'école par mesure de précaution. Au gymnase (endroit où les enfants dormiront), Stan n'est pas d'accord avec la police sur le fait que Token a le coronavirus. Les policiers argumentent que si la maladie n'avait jamais existé, ils n'auront jamais été professeurs remplaçants ici donc c'est à cause du Covid-19. Stan les contredit et s'aperçoit de l'injustice vécue par tout le monde.
Au centre scientifique où est étudié le pangolin, Randy s'infiltre parmi les experts lors d'une tournée pour des spécialistes en pandémie. Lors de cette tournée, le chef expert raconte que si un ADN est repéré dans le pangolin. Un potentiel vaccin sera fait à partir de cet ADN qui sera analysé et identifié, lorsque le groupe s'écarte de la cage où est le pangolin. Randy le kidnappe. En le ramenant chez lui il voit un troisième reportage cette fois sur la disparition du pangolin, il reçoit une boîte venant de Disney. La boîte contient un cœur humain avec un message écrit avec du sang : « TU ES MORT ! » « (YOU ARE DEAD! » en VO). Randy appelle dès lors Mickey Mouse en lui disant que la figure de Disney va le tuer et envoyer son ADN anonymement aux experts avec le pangolin. Mais quand il se rend compte que son ADN est la clé pour un remède, il a l'idée d'en mettre dans son édition spécial Tégrité avec son liquide reproducteur. Le gérant de Tégrité supplie à Mickey de ne pas le tuer et de lui laisser un peu de temps car il pense avoir une solution. La nuit-même, il se rend à l'hôpital pour tester son remède avec Jimbo. Ce dernier étant en réanimation à cause du Covid croît voir la Mort rentrer par sa fenêtre, ce n'est que Randy qui s'infiltre avec sa Spéciale Pandémie. Jimbo ne fait pas un bruit sur ordre de Randy, ce dernier sort sa spéciale et se masturbe avec. Il met le remède de sa spéciale dans un joint, et le fait fumer à son beau-frère.
Le lendemain à l'école, les professeurs remplaçants récupèrent plus d'équipements comme leurs matraques et leurs boucliers. Les enfants n'ont que 5 minutes par jour pour contacter leurs parents via Zoom. Leur temps de repas en groupes jaugés est très court. Au déjeuner, Butters pète littéralement les plombs en mangeant et se rend compte qu'il n'aura jamais le temps d'aller à Build-A-Bear Workshop. Les policiers l'embarquent et Stan craque lui aussi à l'intérieur de lui-même. Il décide d'en parler à Kyle, il craint que l'attitude de Butters se détériore. Comme solution, il appelle le Président Garrison en se faisant passer pour Monsieur Esclave pour pouvoir lui parler. Il ne prend pas le temps de l'écouter car son objectif de campagne qui était d'écarter les Mexicains s'accomplit grâce à la pandémie.
Sharon va voir son frère Jimbo à l'hôpital après qu'on a remarqué des améliorations dans sa santé par rapport à avant, Randy est réveillé par cette nouvelle alors que beaucoup de gens font la queue en voiture devant sa ferme pour avoir de la marijuana. Voyant que son remède fonctionne, Randy décide de se masturber au maximum pour que toute sa quantité de Spécial Pandémie soit non seulement récréative mais guérisseuse. Plus tard, Sharon revient à la maison avec son frère. Tout à coup, Sharon court vers l'entrepôt de fabrique de Randy et l'amène dans la chambre où se repose Jimbo. Randy se ramène avec une canne tellement fatigué par ses efforts précédents, Jimbo s'est fait pousser une moustache très similaire à celle de Randy à la suite du remède de la Spéciale Pandémie. Successivement, les habitants de la ville se ramènent à l'hôpital avec le même symptôme que Jimbo : la poussée inexpliquée d'une moustache. Ce nouveau symptôme fait spéculer la presse, l'expert en maladies infectieuses Dr Anthony Fauci fait une conférence de presse où il conseille aux gens de mettre leur masque sur leur nez pour limiter la circulation du virus et de profiter de l'édition spéciale de Tégrité. M. Stotch étant présent à la conférence trouve dégoûtant de devoir mettre une couche à menton sur le nez[Quoi ?] et dit à Fauci d'aller se faire voir.
La nuit, Stan est tourmenté dans ses idées et n'arrive pas à dormir. Il aperçoit la Mort par la fenêtre, se lève et promet à Butters de le sortir de cette situation. Par un discours motivant et émouvant, l'enfant au bonnet rouge et bleu rallie tous les autres élèves à sa cause pour échapper à la quarantaine et tout faire pour retrouver sa vie d'avant. Stan veut offrir le cadeau que les parents de Butters n'ont pas pu lui donner : aller à Build-A-Bear Workshop pour faire un ours en peluche (qui serait leur premier acte de vie normale depuis longtemps). Timmy prend une pince et brise la chaîne de la porte à l'entrée de l'école, tous les élèves fuient leur quarantaine sous le nez des policiers.
Quand il est annoncé que les enfants se sont échappés de leur école, les habitants de South Park sont en panique pensant que les élèves sont positifs et qu'ils peuvent faire redémarrer la pandémie dans la ville. La plupart font irruption dans les magasins et provoquent des pénuries tout en se battant pour du papier toilette. Stephen et Linda Stotch se promènent en ville le masque sous le nez à la recherche de leur fils, d'autres parents sont sortis pour retrouver leurs enfants. Les parents de Craig aussi sont dehors et se battent avec le camp des parents qui ne respectent pas le port du masque dont les parents de Butters.
La maire McDaniels demande aux policiers de retrouver les enfants, Harrison Yates (chef de la police) marchande avec la maire pour récupérer la totalité de leur équipement qui était jugé trop extrême à la suite des manifestations. La maire a les mains liées et accepte. La police retourne aux bases et patrouille dans les rues avec des chars militaires, des voitures de police, des chiens de garde, des motos de police et des fusils. Ils tirent sur tous les élèves qu'ils voient : un élève inconnu, Kenny McCormick et Annie Knitts. Annie est la seule à avoir eu la chance de ne pas être abattue. Dans une avenue où la police passe ensuite sans trouver quoi que ce soit, la Mort se promène à vélo derrière eux. Puis dans le coin d'une rue, Stan, Kyle et Cartman accompagnent Butters, allongé dans un chariot en bois, à l'atelier de Build-A-Bear. Malencontreusement, à leur arrivée, l'atelier est fermé car un cas avec une moustache a été détecté. Stan supplie en vain le commerçant, les enfants décident alors de commettre une intrusion.
À la ferme Tégrité, Randy constatant que sa spéciale n'a fait que créer une nouvelle variante du virus jette toutes ses nouvelles éditions spéciales dans l'arrière de sa voiture pour les jeter dans le lac Thompson. Il est confronté à Sharon qui utilise le véhicule pour aller chercher Stan en ville, il y va avec elle.
Chez Build-A-Bear, Stan demande le choix du nounours que veut choisir Butters. Sans l'aide d'un professionnel, Stan n'arrive pas à personnaliser l'ours. Il réessaye désespérément de fabriquer l'ours en peluche mais ça ne marche pas, il finit par détruire l'ours en voulant le gonfler. Pendant ce temps, Sharon et Randy conduisent à travers la ville néanmoins ils n'arrivent pas à le retrouver. Des gens étant adeptes de la Spécial Pandémie reconnaissent Randy et leur demandent s'il en reste encore alors qu'ils ont une moustache. Randy les rejette. C'est alors qu'il voit que Applebee's va fermer, il craque et demande à Sharon de le ramener à la ferme. Il a l'intention de ramener le pangolin se rendant compte que sa solution n'a pas marché et qu'il a tout empiré à la sortie de son édition.
Stan ne veut pas se voiler la face et persiste pour fabriquer l'ours de Butters, Kyle lui conseille d'abandonner, même Butters lui fait comprendre que ce n'est pas grave seulement il refuse encore et persiste encore jusqu'à ce que la police les retrouve. Les enfants sortent, toutefois, juste au moment où la police a tiré. Randy protège les enfants avec le pangolin dans les mains, les experts apprenant la nouvelle sont sur place. Randy le rend. Cependant, Cartman ne voulant pas que la pandémie s'arrête et de pouvoir retourner à l'école reprend le pangolin. Il est sur le point de le déchiqueter et de le brûler dans le Build-A-Bear avec la machine pour éradiquer les produits défectueux. Stan lui supplie d'arrêter. Il avoue devant tout le monde qu'il n'a pas fait tout ça juste pour Butters. Il s'effondre en larmes en disant que tout ce temps, c'était lui qui n'arrivait pas à supporter tous les arrêts que la pandémie a enclenché. Tout ce qu'il veut, c'est que les choses reviennent à la normale, comma avant. Puis il pleure, attristé par la situation. Cartman est affecté par les paroles de Stan et remet le pangolin aux experts. D'un coup, le Président Garrison se ramène avec un lance-flammes et brûle à mort le scientifique et le pangolin. Conséquemment, il rappelle fièrement aux citoyens de ne pas oublier de voter pour lui lors des élections qui se préparent. Certains témoins de la scène s'enfuient en criant, d'autres restent encore sans voix y compris Stan.
À la suite de ces événements successifs, la ville de South Park est en feu. Randy ferme la Plantation Tégrité en raison des incendies dans l'environnement. Randy, rongé par la culpabilité, voit les choses en face. Il sort son téléphone et lit les infos du jour, tous les résidents de South Park ont été exposés au virus à la suite de la fuite des élèves de l'école primaire en quarantaine. La ville est confinée et mise en quarantaine. Dans l'incendie devant les yeux de Randy, surgit la Mort. Elle fait signe à Randy et s'en va. Il reconnaît avoir changé depuis qu'il a emménagé ici, il est prêt à arrêter de vendre son herbe. Randy reconnaît qu'il est temps de tout avouer à Sharon. En montant la voir dans son lit, il voit Sharon avec sa moustache. Il lui demande si elle prend de la marijuana, elle nie pourtant, seul des personnes ayant pris sa nouvelle édition spéciale peuvent avoir une moustache. Constatant que Sharon non plus n'est pas honnête avec ce qu'elle pense de Tégrité et qu'elle aime secrètement le cannabis, Randy décide de ne pas avouer qu'il est à l'origine de la pandémie et prévoit de faire quelques éditions de plus.

## Notes

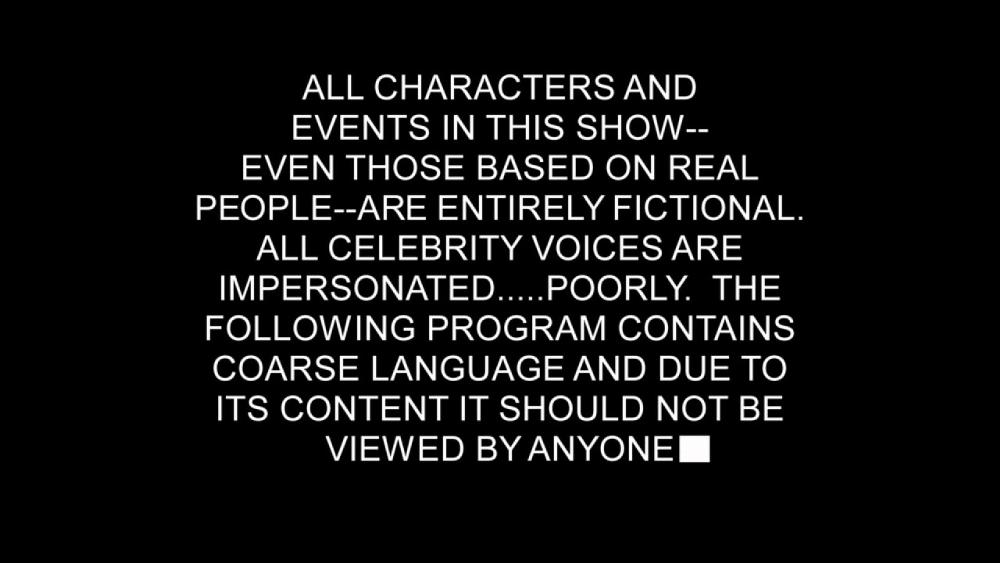
Message d'avertissement original de South Park.

### Réalisation et production pour des épisodes de 22 minutes

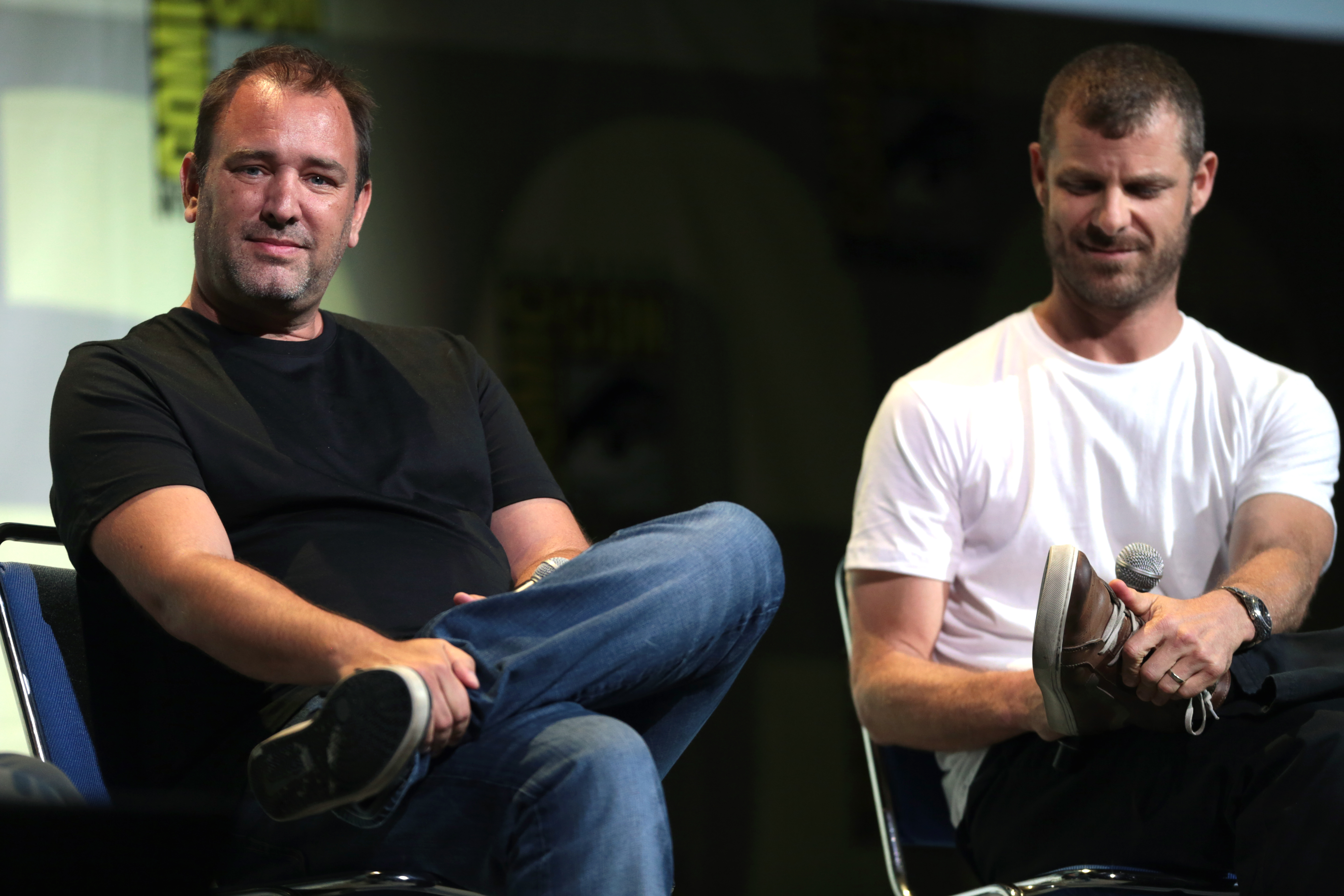
Trey Parker et Matt Stone, créateurs de la série South Park.